# Viridifentonia maximum
Viridifentonia maximum är en fjärilsart som beskrevs av Alexander Schintlmeister 1997. Viridifentonia maximum ingår i släktet Viridifentonia och familjen tandspinnare. Inga underarter finns listade i Catalogue of Life.